# Sittiparus
Sittiparus es un género de aves paseriformes perteneciente a la familia Paridae. Sus miembros, que son pájaros que pueblan el extremo oriental de Asia, anteriormente se clasificaban en los géneros Parus y Poecile. Se retomó el género Sittiparus en 2013 tras un estudio filogenético de la familia. El género Sittiparus fue descrito originalmente por el naturalista belga Edmond de Sélys Longchamps en 1884 con el carbonero variado como especie tipo.

## Especies
El género contiene cinco especies:
- Sittiparus varius - carbonero variado;
- Sittiparus owstoni - carbonero de las Izu;
- Sittiparus olivaceus - carbonero de Iriomote;
- Sittiparus castaneoventris - carbonero ventricastaño;
- Sittiparus semilarvatus - carbonero frentiblanco.

Una subespecie del carbonero variado,  S. v. orii de la isla Kitadaitō, se extinguió en la década de 1940, con lo que fue la primera de párido en extinguirse.